# Aïssatou Diop
Aïssatou Diop est une actrice et chanteuse belge.

## Biographie
Après plusieurs spectacles de théâtre alliant la comédie et la danse, Aïssatou Diop débute à la télévision française dans plusieurs séries dont Reporters et Les Hommes de l'ombre.

## Filmographie
- 2004 : 25 Degrés en hiver de Stéphane Vuillet : Sabine
- 2007 : Odette Toulemonde d’Éric-Emmanuel Schmitt : Florence
- 2007-2008 : Reporters de Gilles Bannier et Suzanne Fenn, série TV, saisons 1 & 2 : Elsa Cayatte
- 2011 : Un heureux événement de Rémi Bezançon : Femme du Club de Lait
- 2012 : Les Hommes de l'ombre (série TV) de Frédéric Tellier : Lili
- 2013 : Le Cœur des hommes 3 de Marc Esposito : Farah
- 2015 : La Volante de Christophe Ali : Iman
- 2015-2018 : Thuis (série TV belge néerlandophone) : Charité
- 2015 : Le Tout Nouveau Testament de  Jaco Van Dormael : l'infirmière
- 2016 : Famille d'accueil (série TV) : Alex, meilleure amie de Richard
- 2017 : Transferts, série : Viviane Metzger